# Monte Carlo-metoder
 For alternative betydninger, se Monte Carlo (flertydig). (Se også artikler, som begynder med Monte Carlo)
Monte Carlo-metoder er statistiske værktøj, der er opkaldt efter det berømte Casino de Monte Carlo i Monaco og blev udviklet af bl.a. Stanislaw Ulam. Metoderne kendetegnes ved at være empiriske, i modsætning til teoretisk afledte. Metoderne består ofte af at udføre en eller anden handling mange gange, notere sig udfaldet, og derefter bruge fordelingen af udfald til at begrunde et udsagn om en sandsynlighed for en hændelse.
Monte Carlo-metoder blev i et berømt eksempel benyttet af en engelsk krigsfange under første verdenskrig til at bestemme værdien af pi ud fra statistik omkring udfaldene for hvordan en tilfældigt kastet nål faldt på et linjeret ark papir.
I computeralderen benyttes Monte Carlo-metoder i stigende grad til evaluering af sandsynligheder i tilfælde hvor den formelle – eller formelbaserede – repræsentation ikke er gyldig, og hvor simulering af en kaotisk proces er nødvendig. 
Monte Carlo-metoder kan også benyttes til evaluering af numeriske integraler hvor integrationen er svær men evalueringen af integranden er nemmere.

## Termodynamik og Monte Carlo-simuleringer
Når man i termodynamikken benytter spin til for eksempel at regne på magnetisme, har det vist sig nyttigt i at benytte den såkaldte Monte Carlo-simulering. Monte Carlo-simuleringer, eller Monte Carlo-metoden, er en serie algoritmer, der ved hjælp af en computer laver en serie tilfældige tal, for at simulere forskellige parametre. Det er hermed muligt at se, om en hændelse er sandsynlig eller ikke. Simuleringen blev udarbejdet af Stanislaw Ulam, Enrico Fermi, John von Neumann, og Nicholas Metropolis. Det første arbejde på metoden blev påbegyndt i 1930, men en egentlig dybtgående analyse af den, kunne ikke gøres før 1945, hvor de første computere blev produceret.